# 丰台清真寺
39°48′16″N 116°23′37″E / 39.804332°N 116.393545°E
丰台清真寺，位于北京市丰台区电报局街5号，是一座伊斯兰教清真寺。

## 简介
丰台镇最早的清真寺据史传创建于元、明时期，当时随着卢沟桥建成，有七户回族经卢沟桥迁到大井，随之创建了丰台镇最早的清真寺。当时清真寺很小很简陋，清真寺西侧是回族墓地。清朝光绪二十一年（1895年）丰台火车站建成后，清真寺迁到丰台镇杨家园子17号。
1957年3月，中共丰台区委检查全区民族政策执行情况。经过检查，中共丰台区委建议北京市民政局帮助修缮丰台清真寺。
1966年文化大革命爆发，丰台清真寺交由丰台房管所管理，不再举行宗教活动。1971年经丰台区房管局批准，拆除清真寺的危房12间，剩余房屋11间。1972年，丰台房管所提出将丰台清真寺移交给丰台区民政劳动局革命领导小组。
中共十一届三中全会后，落实了宗教政策，丰台清真寺恢复开放。经过几年努力，丰台清真寺获得修缮。
1989年，建设北京四环路，作为北京市重点工程之一的丰台正阳立交大桥即将动工。占地近千平方米的丰台清真寺位于规划中的该桥主干道上，成为大桥一期工程被拆建筑。中共北京市委、中共丰台区委及政府有关部门领导对此很重视，丰台区政府多次和回族群众协商，丰台清真寺全部拆除重建工程由政府拨款。1988年2月，在电报局街兴隆居委会一带选择新址。动工后仅用四个半月时间便建成。1990年9月，新的丰台清真寺落成并交付使用。如今，位于丰台镇电报局街5号的丰台清真寺是丰台区最大的清真寺，占地面积大约2000平方米，建筑面积大约1600平方米，经常来该寺参加宗教活动的穆斯林大约1000人。
2008年北京奥运会前夕，政府有关部门出资为丰台清真寺加设无障碍设施。轮椅可在大门、水房、礼拜大殿、后门之间经无障碍通道通行。